# 京都朝鮮第一初級学校

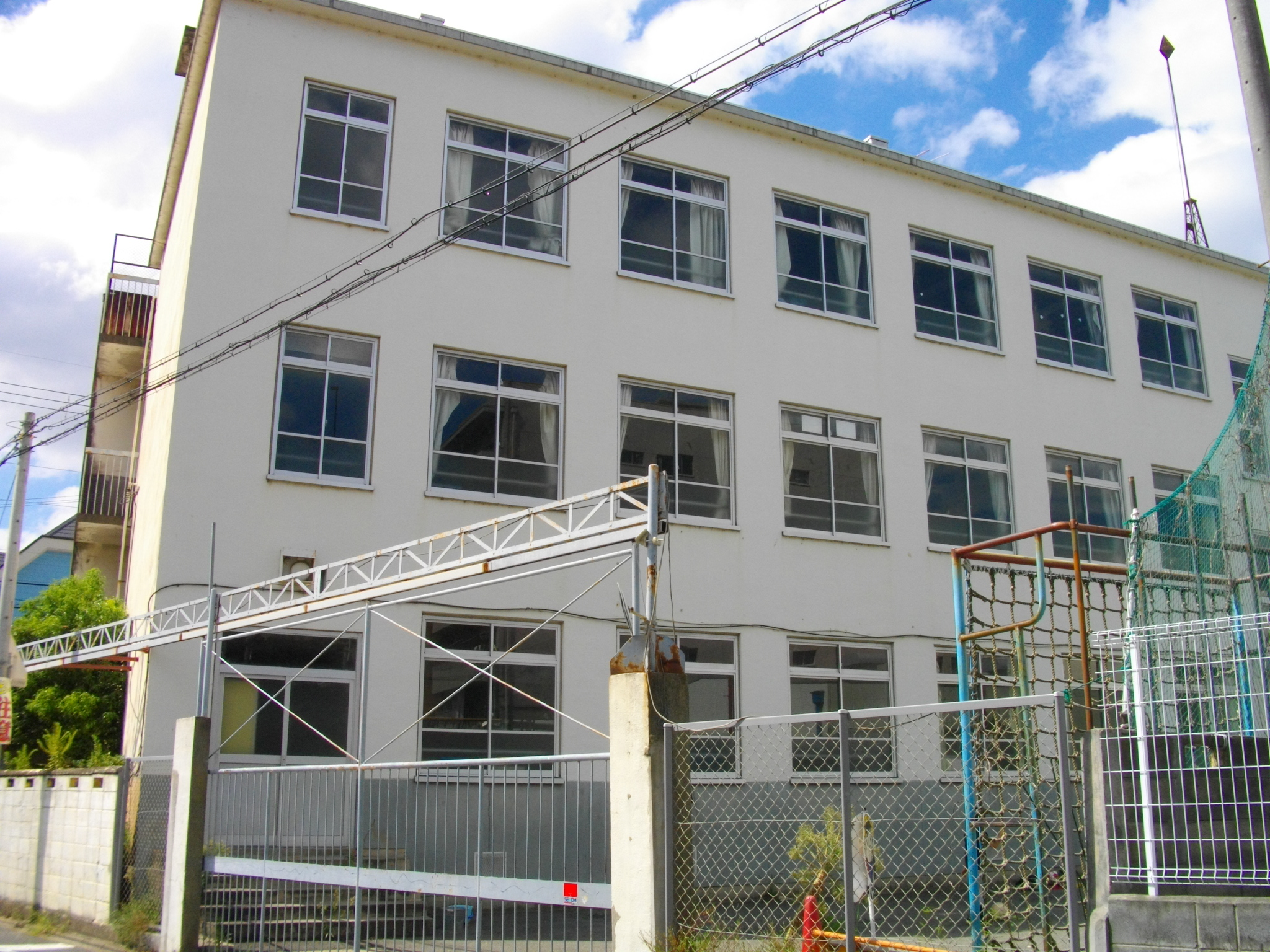
京都朝鮮第一初級学校

京都朝鮮第一初級学校（きょうとちょうせんだいいちしょきゅうがっこう、교또조선제1초급학교）は、学校法人京都朝鮮学園が運営していた朝鮮学校（各種学校）。京都市南区の校舎で日本の幼稚園・小学校に相当する教育を行っていたが、2011年（平成23年）度限りで休校し、取り壊された。

## 沿革
- 1946年（昭和21年） - 京都七条朝聯学院として設立
- 1947年（昭和22年） - 京都第一朝聯初等学校に改称
- 1949年（昭和24年） - 朝鮮学校閉鎖令により一時閉鎖、その後京都朝鮮人小学校となる
- 1960年（昭和35年） - 現校名に改称、校舎を現在地に移転
- 1967年（昭和42年） - 幼稚班設置
- 2009年（平成21年） - 京都朝鮮学校公園占用抗議事件（12月、後述）
- 2012年（平成24年） - 3月末限りで休校、児童は京都朝鮮初級学校（旧・京都朝鮮第三初級学校）に転出
- 2013年（平成25年） - 校舎の取り壊し

### 公園使用を巡るトラブル
勧進橋町に校舎を移転させた際に自前の運動場を確保できなかったことから、隣接する勧進橋児童公園の一部を学校の運動場として無許可で使用していた。ところが2009年（平成21年）2月、阪神高速道路の延伸工事に伴い運動場部分との区切りに使われていた金網が撤去されたのを機に、近隣住民からの苦情が行政に寄せられるようになった。
そのため京都市は、許可を得ずに工作物を設置することは都市公園法に違反するとして公園内のサッカーゴールと朝礼台を撤去するよう指導し、学校側も最終的にこれに応じた。また元校長が都市公園法違反の罪で罰金10万円の有罪判決を受けた。
この問題に関して「在日特権を許さない市民の会」（在特会）を始めとする右派系市民団体のメンバーらが2009年（平成21年）12月4日に校門前で抗議街宣を行い、「ろくでなしの朝鮮学校を日本から叩き出せ。なめとったらあかんぞ。叩き出せ」「日本から出て行け。何が子供じゃ、こんなもん、お前、スパイの子供やないか」「約束というものは人間同士がするものなんですよ。人間と朝鮮人では約束は成立しません」などと怒号を上げ、朝礼台を門扉に打ちつけ、サッカーゴールを横倒しにするなどの騒ぎを起こした。
これに対して学校側は街宣等差止めの仮処分を得るとともに、街宣・デモ参加者の一部を被告とする損害賠償請求訴訟を京都地裁に提起、街宣禁止及び賠償命令の判決が出た。また街宣参加者を刑事告訴し、これに基づいて在特会副会長ら4名が逮捕・起訴され、侮辱罪・威力業務妨害罪などで懲役1年～2年・執行猶予4年の有罪判決を受けている。

### 休校
上記トラブルを受け、児童の保護者らの間で安全確保のため移転や他校との統合を求める声が高まった。学校を運営する京都朝鮮学園も、当初は公園を運動場として使用できなくなったことから他の京都市内の公園を運動場として利用する予定でいたが、児童数が年々減少しつつあることなどから、2011年（平成23年）秋頃に三つある朝鮮学校の統廃合を決定。2012年（平成24年）3月限りで第一初級学校を休校とし、児童を京都市北区の京都朝鮮第三初級学校に転入させた上で、校名を京都朝鮮初級学校に改名した。さらに京都朝鮮初級学校は2013年（平成25年）4月に京都市伏見区の新校舎に移転し、取り壊された。現在、その跡地にはビジネスホテル(アリストンホテル 京都十条)が開業している。

## 所在地
- 〒601-8112 京都市南区上鳥羽勧進橋町23
最寄り駅は地下鉄烏丸線十条駅

## 学科
- 初級部
- 幼稚班

2011年（平成23年）5月時点で118人の児童が在籍していた。